# Теніс на літніх Олімпійських іграх 1924
Змагання з тенісу на літніх Олімпійських іграх 1924 тривали з 13 до 21 липня на ґрунтових кортах просто неба Олімпійського стадіону Ів дю Мануар у Коломбі. Наступного разу як медальний вид спорту теніс з'явиться в програмі літніх Олімпійських ігор 1988, а змагання в змішаному парному розряді відновлять аж 2012 року.

## Медальний залік

### Дисципліни
| Чоловіки. Одиночний турнір | Вінсент Річардс · США                          | Анрі Коше · Франція                                | Уберто Де Морпурго · Італія                              |  |  |  |
| Чоловіки. Парний турнір    | США (USA) Вінсент Річардс Френсіс Гантер       | Франція (FRA) Жак Брюньйон Анрі Коше               | Франція (FRA) Жан Боротра Рене Лакост                    |  |  |  |
|                            |                                                |                                                    |                                                          |  |  |  |
| Жінки. Одиночний турнір    | Гелен Віллс · США                              | Жулі Власто · Франція                              | Кетлін Маккейн · Велика Британія                         |  |  |  |
| Жінки. Парний турнір       | США (USA) Гейзел Вайтмен Гелен Віллс           | Велика Британія (GBR) Філліс Ковелл Кетлін Маккейн | Велика Британія (GBR) Евелін Кол'єр Дороті Шеферд-Баррон |  |  |  |
|                            |                                                |                                                    |                                                          |  |  |  |
| Змішаний парний            | США (USA) Гейзел Вайтмен Річард Норріс Вільямс | США (USA) Маріон Джессап Вінсент Річардс           | Нідерланди (NED) Кіа Боуман Гендрік Тіммер               |  |  |  |

### Таблиця медалей
| Місце               | Країна                | Золото | Срібло | Бронза | Загалом |
| ------------------- | --------------------- | ------ | ------ | ------ | ------- |
| 1                   | США (USA)             | 5      | 1      | 0      | 6       |
| 2                   | Франція (FRA)         | 0      | 3      | 1      | 4       |
| 3                   | Велика Британія (GBR) | 0      | 1      | 2      | 3       |
| 4                   | Італія (ITA)          | 0      | 0      | 1      | 1       |
| 4                   | Нідерланди (NED)      | 0      | 0      | 1      | 1       |
| Загалом (5 збірних) | Загалом (5 збірних)   | 5      | 5      | 5      | 15      |

## Країни, що взяли участь
У змаганнях взяли участь 124 тенісисти та тенісистки з 27-ми країн.
- Аргентина
- Австралія
- Бельгія
- Чилі
- Олімпійський комітет Росії[2]
- Чехословаччина
- Данія
- Фінляндія
- Франція
- Велика Британія
- Греція
- Угорщина
- Індія
- Ірландія
- Італія
- Японія
- Люксембург
- Мексика
- Нідерланди
- Норвегія
- Португалія
- Румунія
- ПАР
- Іспанія
- Швеція
- Швейцарія
- США
- Югославія